# Serveur central
 (novembre 2009).
Si vous disposez d'ouvrages ou d'articles de référence ou si vous connaissez des sites web de qualité traitant du thème abordé ici, merci de compléter l'article en donnant les références utiles à sa vérifiabilité et en les liant à la section « Notes et références ».
Ne doit pas être confondu avec Ordinateur central.
En informatique, un serveur central ou un serveur multiservice est un serveur qui centralise plusieurs services.
Les serveurs centraux sont utilisés généralement dans une architecture centralisée a contrario d'une architecture décentralisée (dite distribuée). On trouve généralement ce type de serveur au sein de petite structure (PME, PMI, TPE et TPI) qui possède un budget limité pour organiser leur système d'information, mais qui privilégie une architecture centralisée de type client-serveur plus facilement évolutive (en ajoutant un serveur supplémentaire par exemple) que la traditionnelle infrastructure constituée de terminaux d'ordinateur commandés par un unique ordinateur central. On parle de serveur central dans un réseau d'utilisateurs ou de machines.
Il existe différents types de centralisation :
- la centralisation de données - qui stocke l'ensemble des données sur un serveur concernant l'ensemble des éléments du réseau informatique ;
- la centralisation de direction - où un seul serveur décide de quel machine ou quel utilisateur fait quoi et quand ;
- la centralisation de communication - toutes les communications passent par le serveur central.

La centralisation de données, de direction et de communication était à l'origine la principale organisation des réseaux informatiques.

## Histoire
C'est avec l’avènement de la micro-informatique des années 1980 que les utilisateurs découvrent l'architecture client-serveur. Plutôt que de se connecter directement à un ordinateur central, ils se connectaient aux applications d'un ordinateur par l’intermédiaire d'un serveur de terminal depuis un nouveau type de terminal actif : un micro-ordinateur dit aussi client lourd.
Cette structure très pratique pour l'organisation, pose toutefois des problèmes de sécurité du réseau :
- si le serveur central tombe en panne le réseau ne fonctionne plus ;
- le piratage n'a qu'une cible ;
- s'il y a beaucoup de connexions simultanées ponctuellement non prévues, alors le serveur central peut saturer.

Durant les années 1990 le serveur central a subi un changement. En effet il n'est plus seul, il existe des serveurs de proximité (ex: serveur mandataire) des serveurs de sauvegarde (ex: serveur de stockage en réseau) qui travaillent les uns avec les autres. Il n'organise plus réellement le réseau, il ne centralise plus les données, ni les communications.
Le serveur central n'a vocation que de référencement. C'est-à-dire qu'il référence l'ensemble des serveurs afin que ceux-ci puissent avoir connaissance des autres. En fait, le serveur central est passé de machine à tout faire à annuaire principal.
Dans les années 2000, après une forte progression de la vitesse des réseaux et de la micro-informatique, le développement de l'utilisation d'internet nécessite l'utilisation de nombreux serveurs informatique centraux (par exemple pour héberger un serveur HTTP). C'est ainsi que les utilisateurs finaux redeviennent usagers de serveurs centraux, par exemple lors de l'utilisation d'applications web (ex: messagerie web).